# デスルフォコッカス属
デスルフォコッカス属はグラム陰性の非芽胞形成偏性嫌気性球菌。非運動性でGC含量は57。硫酸塩を硫化水素に還元する硫酸還元菌に分類される。基準種はデスルフォコッカス・ムルチボランス。
硫酸塩を含む水中に生息する。デスルフォビリジンを有し有機酸やアルコールを炭素源として利用して完全に酸化することができる。